# Prevalenca
Prevalenca ali razširjenost je število vseh bolnikov (starih in novih) z določeno boleznijo v kaki populaciji v času opazovanja (npr. na določen dan).
Prevalenca je statistični pojem, s katerim se v epidemiologiji izraža skupno število obolelih oseb znotraj neke populacije ob določenem času (angl. point prevalence), ne glede na to, kdaj se je konkretna bolezen pojavila. Navaja se v absolutnem številu primerov ali v odstotku določene populacije. Lahko se uporablja tudi za določanje razširjenosti različnih drugih pojavov, kot je npr. število kadilcev, uporaba varnostnih pasov itd. Takšne informacije so koristne tako za medicino, kot za zavarovalnice ter različne vladne službe in agencije.
Za razliko od prevalence se incidenca (pojavnost) nanaša samo na nove primere bolezni v določenem časovnem intervalu (največkrat v 1 koledarskem letu) na določenem območju v določeni populaciji.

### Izračun
Predpostavimo, da je v določeni populaciji v določenem času število vseh bolnikov z neko boleznijo in število vseh posameznikov, pri katerih obstaja tveganje za pojav te bolezni (izvzemši bolnike, ki že imajo bolezen), potem se razširjenost izračuna po naslednji formuli:
{\displaystyle {\mbox{razširjenost}}={\frac {{\check {s}}tevilo\ vseh\ obolelih}{{\check {s}}tevilo\ vseh\ obolelih+{\check {s}}tevilo\ vseh\ ogro{\check {z}}enih}}}